# Margarete Schramböck
Margarete Schramböck, est une femme politique autrichienne, membre du Parti populaire autrichien (ÖVP).

## Biographie
De 2017 à 2019, et depuis 2020, elle est ministre fédérale du Numérique et des Entreprises dans les gouvernements de Sebastian Kurz.
En 2023; elle s'installe en Arabie Saoudite.